# Arzon
Arzon (en idioma francés y oficialmente; Arzhon-Rewiz en bretón) es una localidad y comuna francesa en la región administrativa de Bretaña, en el departamento de Morbihan. 
Sus habitantes reciben el gentilicio en idioma francés de Arzonais y Arzonaises.

## Demografía
| 2342 | 1857 | 1633 | 1451 | 1369 | 1387 | 1308 | 1326 | 1476 | 1754 | 2056 |
| Para los censos de 1962 a 1999 la población legal corresponde a la población sin duplicidades (Fuente: INSEE [Consultar]) |      |      |      |      |      |      |      |      |      |      |

## Lugares de interés
La comuna cuenta con dos importantes balnearios, Port-Navalo (Porzh Noalou) y Le Crouesty (Ar C'hroesti), y el yacimiento megalítico de Petit Mont.